# Fair Antigua, We Salute Thee
Fair Antigua, We Salute Thee (englisch „Schönes Antigua, wir grüßen dich“) ist die Nationalhymne von Antigua und Barbuda.

## Geschichte
Der Text wurde von Sir Novelle Hamilton Richards geschrieben. Die ursprüngliche Textfassung wurde 1981 leicht geändert, vor allem weil im alten Text das kleinere Barbuda nicht erwähnt wurde.
Die Melodie schrieb im Jahr 1966 der Kirchenmusiker und Pianist Walter Chambers. Sie ist im Schema A1–B1–A2–B2 und im Stil eines angelsächsischen Kirchenchorals verfasst. Sie steht in B-Dur und ist im Arrangement von H. A. Kenney gebräuchlich.
Fair Antigua, We Salute Thee wurde 1967 anlässlich der Erlangung der Autonomie innerhalb des Commonwealth als Nationallied neben der weiterhin offiziellen Nationalhymne God Save the Queen angenommen. Nach der vollständigen Unabhängigkeit von Großbritannien am 1. November 1981 wurde es nach kleinen Textänderungen als Nationalhymne bestätigt. Königshymne ist weiterhin God Save the Queen.

## Text
| Englischer Originaltext von 1967 | Freie deutsche Übersetzung |
| Fair Antigua, we salute thee, Proudly we this anthem raise. To thy glory and thy beauty, Joyfully we sing the praise Of the virtues, all bestowed On thy sons and daughters free; Ever striving, ever seeking, Dwell in love and unity. Raise the standard! Raise it boldly! Answer now to duty’s call To the service of thy country, Sparing nothing, giving all. Gird your loins and join the battle ’Gainst fear, hate and poverty, Each endeavouring, all achieving, Live in peace where man is free. God of nations, let Thy blessing Fall upon this land of ours; Rain and sunshine ever sending, Fill her fields with crops and flowers. We, her children, do implore Thee, Give us strength, faith, loyalty, Never failing, all enduring, To defend her liberty. | Schönes Antigua, wir salutieren Dir, Stolz stimmen wir diese Hymne an. Deinem Ruhm und Deiner Schönheit Singen wir fröhlich das Loblied Auf die Tugenden, mit der Deine freien Söhne und Töchter gesegnet sind. Immer strebsam, immer ehrgeizig, Um in Liebe und Einheit zu leben. Hisst die Fahne! Hisst sie mit Stolz! Erfüllt jetzt Eure Pflicht! Seid Eurem Land zu Dienst, Scheut nichts, gebt alles. Wappnet Euch und zieht in den Kampf Gegen Furcht, Hass und Armut. Wenn jeder sich anstrengt, haben alle Erfolg Und leben in Frieden, wo alle Menschen frei sind. Gott der Völker, sende Deinen Segen Nieder auf unser Land. Schicke uns immer Regen und Sonnenschein Und fülle seine Felder mit Früchten und Blumen. Wir, seine Kinder, bitten Dich, Gib uns Stärke, Glauben, Treue, Auf dass wir nicht scheitern, sondern alles erdulden, Um seine Freiheit zu verteidigen! |

| Englischer Originaltext (aktuell) | Freie deutsche Übersetzung |
| Fair Antigua and Barbuda! We thy sons and daughters stand Strong and firm in peace or danger To safeguard our Native Land. We commit ourselves to building A true nation brave and free. Ever striving, ever seeking, Dwell in love and unity. Raise the standard! Raise it boldly! Answer now to duty’s call To the service of your country, Sparing nothing, giving all. Gird your loins and join the battle ’Gainst fear, hate and poverty, Each endeavouring, all achieving, Live in peace where man is free. God of nations, let Thy blessing Fall upon this land of ours; Rain and sunshine ever sending, Fill her fields with crops and flowers. We, her children, do implore Thee, Give us strength, faith, loyalty, Never failing, all enduring, To defend her liberty. | Schönes Antigua und Barbuda! Wir, deine Söhne und Töchter, stehen In Frieden und Gefahr fest und geschlossen zusammen, Um unser Heimatland zu schützen. Wir weihen uns ganz dem Aufbau Einer tapferen und freien Nation, Immer strebsam, immer ehrgeizig, Um in Liebe und Einheit zu leben. Hisst die Fahne! Hisst sie mit Stolz! Erfüllt jetzt Eure Pflicht! Seid Eurem Land zu Dienst, Scheut nichts, gebt alles. Wappnet Euch und zieht in den Kampf Gegen Furcht, Hass und Armut. Wenn jeder sich anstrengt, haben alle Erfolg Und leben in Frieden, wo alle Menschen frei sind. Gott der Völker, sende Deinen Segen Nieder auf unser Land. Schicke uns immer Regen und Sonnenschein Und fülle seine Felder mit Früchten und Blumen. Wir, seine Kinder, bitten Dich, Gib uns Stärke, Glauben, Treue, Auf dass wir nicht scheitern, sondern alles erdulden, Um seine Freiheit zu verteidigen! |